# Кварона (Асти)
Кварона је насеље у Италији у округу Асти, региону Пијемонт.
Према процени из 2011. у насељу је живело 77 становника. Насеље се налази на надморској висини од 323 м.